# Earias xanthophila
Earias xanthophila är en fjärilsart som beskrevs av Walker 1863. Earias xanthophila ingår i släktet Earias och familjen trågspinnare. Inga underarter finns listade i Catalogue of Life.